# Кремсмюнстер
Кремсмюнстер (нім. Kremsmünster) — комуна (нім. Gemeinde) в Австрії, у федеральній землі Верхня Австрія.
Входить до складу округу Кірхдорф-на-Кремсі. Населення становить 6538 осіб (станом на 1 січня 2016 року). Займає площу 42,14 км². Офіційний код — 40 907.

## Політична ситуація
Бургомістр комуни — Франц Феллінгер (АНП) за результатами виборів 2003 року.
Рада представників комуни (нім. Gemeinderat) має 31 місце:
- АНП — 17 місць.
- СДПА — 8 місць.
- АПС — 4 місця.
- Зелені — 2 місця.